# Sinfonía n.º 4 (Beethoven)

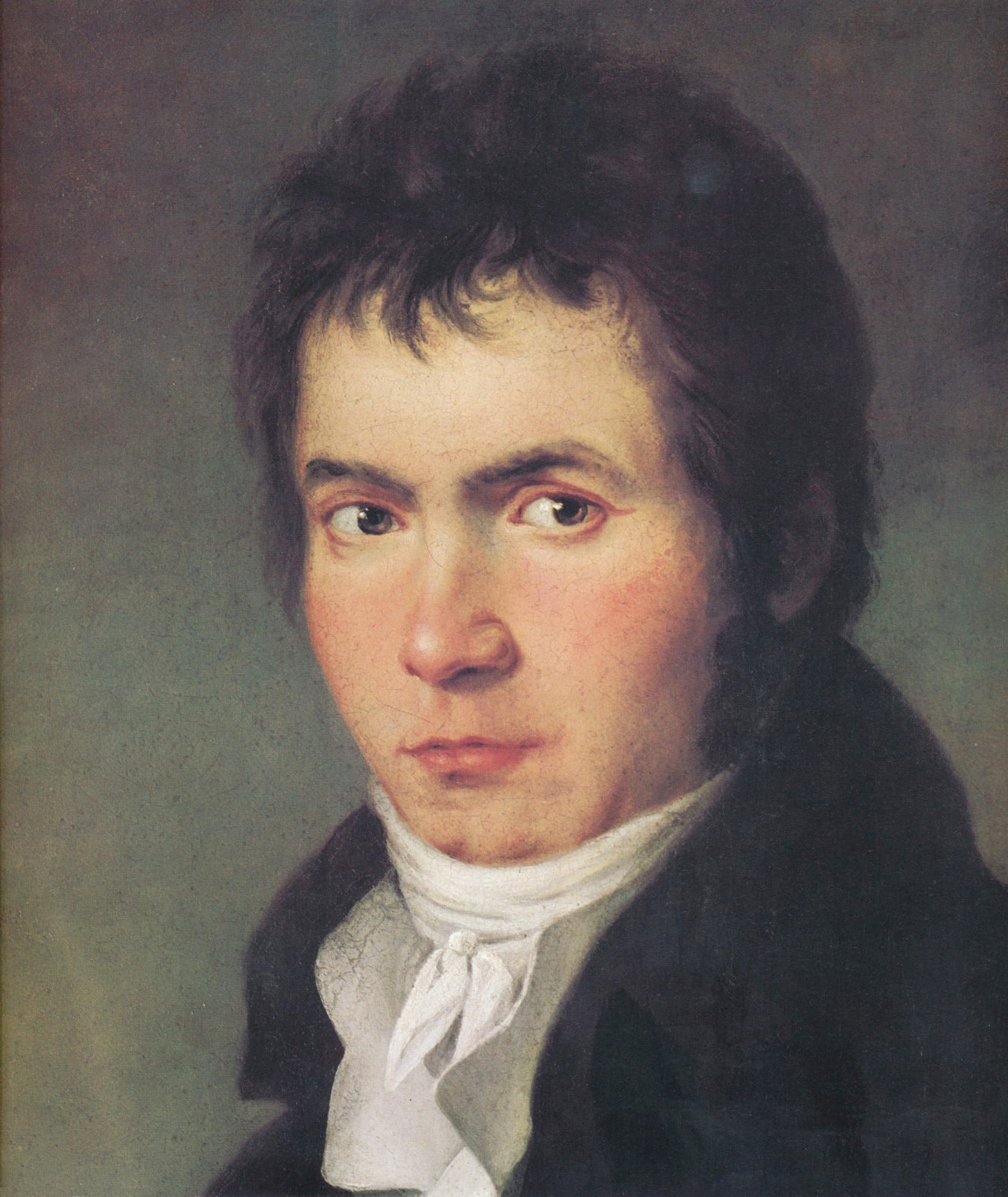
Beethoven en 1804.

La Sinfonía n.º 4 en si bemol mayor, Op. 60, fue compuesta por Ludwig van Beethoven en 1806. Es la cuarta de sus nueve sinfonías. La partitura está dedicada al conde Franz von Oppersdorff.

## Introducción
Varios autores insinúan que las sinfonías de número impar de Beethoven son majestuosas, mientras que las pares son tranquilas. Éste es el caso especial de la Sinfonía n.º 4 en si bemol mayor, que contrasta con la inmensamente heroica Sinfonía n.º 3 en mi bemol mayor y la trágica Sinfonía n.º 5 en do menor. Robert Schumann dijo que esta obra era «una esbelta doncella griega entre dos gigantes nórdicas». Esto es explicable, pues cuando escribió esta sinfonía en 1806, era la etapa más tranquila de su vida. Muchos otros consideran que la obra cumbre de la música es la Sinfonía n.º 6 de Beethoven.  El mismo Beethoven consideraba que su Sinfonía n.º 8 era la mejor lograda.

## Historia

### Composición

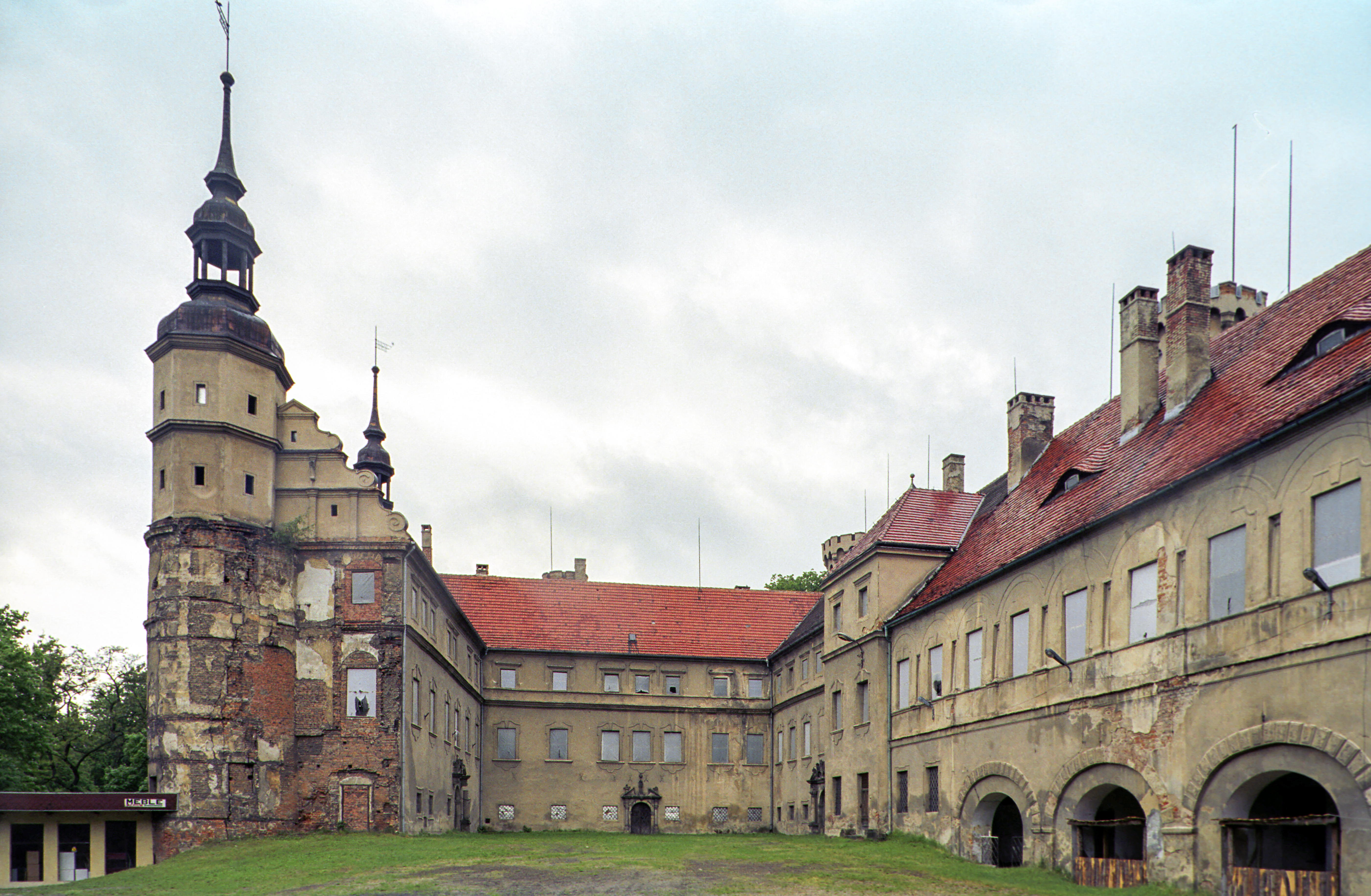
Castillo del conde Franz von Oppersdorff en Silesia donde conoció a Beethoven

El conde Franz von Oppersdorff era pariente del príncipe Carl von Lichnowsky, que era uno de los principales mecenas de Beethoven. Cuando el conde viajó a la casa de verano de Lichnowsky concertó un encuentro para conocer a Beethoven, quien también se había tomado unas vacaciones con su amigo. Oppersdorff mantenía una orquesta privada y el compositor fue honrado con la interpretación de su Sinfonía n.º 2 en re mayor, escrita cuatro años antes. A Oppersdorff le gustó tanto que le ofreció al compositor una suma sustancial para que le compusiera una nueva sinfonía para él. Beethoven comenzó a trabajar, usando el modo alegre de su Sinfonía n.º 2.  
Beethoven había estado trabajando en lo que más tarde se convertiría en su Sinfonía n.º 5, y su primera intención pudo haber sido completarla en cumplimiento del encargo del conde. Hay varias teorías sobre por qué, si fue así, no hizo esto. Según George Grove, la necesidad económica obligó a Beethoven a ofrecer la Quinta (junto con la Pastoral) conjuntamente al príncipe Lobkowitz y al conde Razumovsky. Otros comentaristas sugieren que la Cuarta estaba esencialmente completa antes del encargo de Oppersdorff, o que el compositor aún no se sentía listo para seguir adelante con "la Quinta tan radical y emocionalmente exigente", o que el evidente gusto del conde por el mundo más haydniano de la Sinfonía n.º 2 impulsó otra composición en una vena similar.
El manuscrito, que durante un tiempo fue propiedad de Felix Mendelssohn, se encuentra ahora en la Biblioteca Estatal de Berlín y se puede consultar en línea.

### Estreno y publicación
Aunque Oppersdorff había pagado los derechos exclusivos de la obra durante los primeros seis meses, su orquesta no realizó el estreno. Beethoven tuvo que escribir a Oppersdorff disculpándose por este incumplimiento de su acuerdo. No se sabe si la orquesta de Oppersdorff alguna vez interpretó la obra.
La sinfonía se estrenó en marzo de 1807 en un concierto privado que tuvo lugar en la residencia vienesa del príncipe Joseph Franz von Lobkowitz, junto con la Obertura Coriolano y el Concierto para piano n.º 4. La primera interpretación pública fue en el Burgtheater de Viena en abril de 1808. Las partes orquestales se publicaron en marzo de 1809, pero la partitura completa no se imprimió hasta 1821.
La dedicatoria que figura en la partitura impresa es para el «noble silesiano conde Franz von Oppersdorf».

## Instrumentación
La partitura está escrita para una orquesta formada por:
- Viento madera: 1 flauta, 2 oboes, 2 clarinetes en si bemol, 2 fagotes.
- Viento metal: 2 trompas en si bemol y en mi bemol, 2 trompetas en si bemol y en mi bemol.
- Percusión: 2 timbales (afinados en si bemol y en fa).
- Cuerda: una sección de cuerdas con violines I y II, violas, violonchelos y contrabajos.

## Estructura y análisis
La sinfonía consta de cuatro movimientos:
- I. Adagio 4
4 – Allegro vivace, en si bemol mayor 2
2
- II. Adagio, en mi bemol mayor 3
4
- III. Allegro vivace, en si bemol mayor 3
4
- IV. Allegro ma non troppo, en si bemol mayor 2
4

La interpretación de esta obra dura aproximadamente 33 minutos. 
Robert Schumann describió esta sinfonía como "una esbelta doncella griega entre dos gigantes nórdicos", e inició la antigua tradición que sostiene que en cierto modo las sinfonías pares de Beethoven son más líricas y menos agresivas y profundas que las impares. Esto puede parecer cierto a primera vista, pero hay mucho que el análisis de Schumann deja sin decir. Según Michael Steinberg, si aceptamos esta imagen propuesta por Schumann debemos añadir que esta doncella es una athlética Atalanta.

### I.Adagio – Allegro vivace
El primer movimiento, Adagio – Allegro vivace, está escrito en la tonalidad de si bemol mayor, en compás de 4/4 que pasa a ritmo alla breve y sigue la forma sonata. El Adagio, de unos 3 minutos, sirve como introducción y proporciona una atmósfera misteriosa y reservada con la siguiente melodía: 
Esta introducción intensamente premonitoria e incluso trágica podría sugerir el tipo de Clasicismo que trascendió la Eroica. Hay que recordar que en muchos sentidos la Sinfonía n.º 4 no es menos heroica que la n.º 3 o la n.º 5. Esfuerzos oscuros e intensamente cromáticos tiran de la música desde la tónica hasta la dominante de fa mayor en unísono que anuncia el comienzo de la soleada exposición en Allegro vivace, de carácter más animado y alegre. El tema A se presenta en tónica. Beethoven utiliza por primera vez una manera de presentar el tema que luego utilizaría en su Sinfonía n.º 7, este consiste en presentar el tema con los violines y maderas con un tono alegre e inofensivo y después con toda la orquesta. La transición modula de la clave de Si bemol mayor a la dominante de Fa mayor al unísono. El tema B se presenta en la dominante. El movimiento es muy rítmico, y en la recapitulación abreviada el movimiento termina con una florida coda. 
Mientras Carl María von Weber criticaba la deliberadamente breve introducción, Donald Francis Tovey percibía su inmensa estatura, escribiendo sobre la "inmensidad de la bóveda celeste" de su progresión armónica.

### II.Adagio
El segundo movimiento, Adagio, está en mi bemol mayor, en compás de 3/4 y responde a la forma sonata sin desarrollo. Arranca con un ritmo insistente que se repite varias veces. El motivo principal, de sublime reflexión, es presentado por los violines primeros con una expresión tiernamente lírica que contrasta directamente con la figura inicial. Estos dos elementos contrastantes son siempre el eje del movimiento y el expresivo tema del violín se convierte más tarde en el tema de las variaciones. La repetición del segundo grupo conduce a una coda de gran atmósfera. El segundo tema aparece en los clarinetes. Hay también dos solos para un clarinete, al inicio y en mitad del movimiento.

### III.Allegro vivace
El tercer movimiento, Allegro vivace, vuelve a la tonalidad inicial y el compás es 3/4. Es un scherzo con un trío. El movimiento es libre y con humor. En suma, un movimiento enérgico. Se trata de un tema principal bucólico que sugiere los giros rústicos de danza folclórica que Beethoven conocía bien. No obstante, el movimiento supera al Scherzo de la Eroica en potencia y dinamismo. Cabe destacar que éste es el primero de los scherzos sinfónicos de Beethoven que presenta una repetición de la sección del trío, lo cual es significativo dada la naturaleza imponente del material circundante. El scherzo se escucha por última vez, ahora abreviado, antes de la estremecedora coda final con su solo de trompa de tres compases. Los scherzos ampliados también figuran en varias de las últimas sinfonías de Beethoven (la excepción es la Sinfonía n.º 8), y los borradores sugieren que la técnica se concibió originalmente para la Sinfonía n.º 5.

### IV.Allegro ma non troppo
El cuarto y último movimiento, Allegro ma non troppo, también retoma la tonalidad inicial, el compás es 2/4 y es un perpetuum mobile. Con un tempo rápido, este movimiento lleva la celebración y la atmósfera alegre a un alto nivel que continúa hasta la coda. Se inicia con una serie de fragmentos de semicorcheas mercuriales de los que se deriva el primer grupo temático. A medida que se desarrolla el movimiento, el segundo tema del oboe contrasta con el enunciado inicial, y la implacable sección de desarrollo plantea serios desafíos técnicos a los instrumentos inferiores: fagot, violonchelos y contrabajos. En la coda, seguramente una de las invenciones más humorísticas de Beethoven, el tema se escucha a media velocidad después de que se haya alcanzado un "falso" final, y por último se deja de lado dramáticamente cuando los violonchelos y contrabajos caen en picado por la escala antes de los impactantes compases finales para orquesta completa. Conforme a Michael Steinberg, Beethoven aprendió más de las partituras de su maestro Haydn que de sus lecciones. En este caso, la Sinfonía n.º 102 de Haydn le sirvió de modelo para crear este Finale.

## Recepción de la obra
Como es habitual en esta etapa de la carrera del compositor, la sinfonía dividió la opinión entre quienes escucharon las primeras interpretaciones. En 1809 Carl Maria von Weber, que nunca fue admirador de Beethoven, escribió:

«Primero un movimiento lento lleno de ideas cortas e inconexas, a razón de tres o cuatro por cuarto de hora; luego un misterioso redoble de tambor y paso a las violas, aderezado con la debida cantidad de pausas y ritardandos; y para terminar todo un furioso final, en el que el único requisito es que no haya ideas que el oyente descifre, sino muchas transiciones de una tonalidad a otra, ¡No importa modular! – y sobre todas las cosas, arrojad las reglas al viento, que sólo estorban a un genio.»

Otros críticos fueron menos hostiles y elogiaron la "riqueza de ideas, la originalidad audaz y la plenitud de poder" del compositor, aunque encontraron que la Cuarta y las obras estrenadas junto a ella eran "diamantes en bruto". El biógrafo de Beethoven, Anton Schindler, recordó más tarde que la Cuarta fue un gran éxito desde el principio, aunque los estudiosos posteriores han expresado reservas sobre su fiabilidad.
Cuando el contemporáneo admirador de Beethoven, Héctor Berlioz, escuchó la sinfonía escribió que el movimiento lento era obra del Arcángel Miguel y no de un ser humano. No obstante, cuando Berlioz escribía su crítica musical, la Cuarta ya se tocaba con menos frecuencia que otras sinfonías de Beethoven. Se dice que Robert Schumann le gustaba mucho y fue una influencia importante en su Sinfonía n.º 1. A Felix Mendelssohn le encantaba esta obra y la programó cuando era director de la Orquesta de la Gewandhaus de Leipzig. Pero su entusiasmo no fue compartido por el público musical en general. Ya en 1831, un crítico británico señaló que la Cuarta era la "menos frecuentemente presentadaa" de las primeras seis, aunque, en su opinión, "no era inferior a ninguna". En 1838, el empresario francés Louis-Désiré Véron llamó a la Cuarta sublime y lamentó que en París no solo se descuidara sino que se denigrara. En 1896, Grove comentó que la obra había "recibido escasa atención en algunas de las obras más destacadas sobre Beethoven".
En el siglo XX, los estudiosos continuaron contrastando la Cuarta junto con la Eroica y la Quinta. En un estudio sobre la Cuarta escrito en 2012, Mark Ferraguto cita una descripción de 1994 de la obra como "un rico y verde valle de expresividad yin... equilibrado entre los dos asombrosos picos yang de la Tercera y la Quinta".
Según el musicólogo Robert Greenberg del Conservatorio de Música de San Francisco:

«Si alguno de los contemporáneos de Beethoven hubiera escrito esta sinfonía, se consideraría la obra maestra de ese compositor, y ese compositor sería recordado para siempre por esta sinfonía, y esta sinfonía se tocaría, a menudo, como un ejemplo del gran trabajo de ese compositor. Tal como está, para Beethoven es una obra en busca de público. Es la menos conocida y menos apreciada de las nueve.»

## Discografía selecta
- 1939 – Arturo Toscanini, NBC Symphony Orchestra (Naxos)
- 1940 – Willem Mengelberg, Orquesta Real del Concertgebouw (Archipel; Andromeda) Directo grabado en Ámsterdam, 14-04-1940.
- 1951 – Arturo Toscanini, NBC Symphony Orchestra (RCA)
- 1952 – Bruno Walter, Filarmónica de Nueva York (Columbia; reedición United Archives 2010) Diapason d'Or en Diapason, septiembre 2004.
- 1952 – Wilhelm Furtwängler, Filarmónica de Viena (EMI Classics) Diapason d'Or en marzo de 2011.
- 1954 – Herbert von Karajan, Orquesta Philharmonia (EMI Classics)
- 1957 – Carl Schuricht, Orquesta de la Sociedad de Conciertos del Conservatorio (EMI Classics)

- 1960 – Otto Klemperer, Orquesta Philharmonia (EMI Classics) Diapason d'Or en Diapason, febrero 2013.
- 1962 – Herbert von Karajan, Filarmónica de Berlín (DG) Grand Prix Du Disque de la Académie Charles Cros 1963.
- 1964 – George Szell, Orquesta de Cleveland (Sony)
- 1964 – Paul Kletzki, Orquesta Filarmónica Checa (Supraphon)
- 1977 – Herbert von Karajan, Filarmónica de Berlín (DG) 5 diapasones en Diapason, diciembre 2008.
- 1987 – Roger Norrington, London Classical Players (EMI Classics; reedición Virgin Records 2001) Interpretación historicista.
- 1988 – Claudio Abbado, Filarmónica de Viena (DG)
- 1991 – Nikolaus Harnoncourt, Orquesta de Cámara de Europa (Teldec) Disco del año en la revista Gramophone 1992.
- 1992 – Kurt Masur, Orquesta de la Gewandhaus de Leipzig (Philips Classics)
- 1999 – David Zinman, Orquesta de la Tonhalle de Zúrich (Sony BMG)
- 2002 – Simon Rattle, Filarmónica de Viena (EMI Classics) Directo grabado en el Musikverein de Viena, mayo 2002. Diapason d'Or en abril de 2003.
- 2006 – John Nelson, Ensemble orchestral de Paris (Naïve)
- 2006 – Charles Mackerras, Orquesta de Cámara Escocesa (Hyperion) Directo grabado en el Festival de Edimburgo 2006.
- 2007 – Jos van Immerseel, Orquesta Anima Eterna (Zig-Zag Territoires) Interpretación historicista. Premio Gramophone Elección del editor junio 2008
- 2010 – Emmanuel Krivine, La Chambre philharmonique (Naïve) Interpretación historicista, directo grabado en el Théâtre de Caen 17 y 18-12-2009. Galardonada con un 4fff por la revista Télérama (marzo 2010) y con un Gramophone Editor's Choice por la revista Gramophone (julio 2011).
- 2011 – Riccardo Chailly, Orquesta de la Gewandhaus de Leipzig (Decca) 5 diapasones en Diapason en octubre de 2011.
- 2011 – Christian Thielemann, Filarmónica de Viena (Sony BMG) 5 diapasones en Diapason, abril 2012.
- 2012 – Daniel Barenboïm, West-Eastern Divan Orchestra (Decca)
- 2013 – Mariss Jansons, Orquesta Sinfónica de la Radio de Baviera (BR Klassik) Directo grabado en Suntory Hall de Tokio, 27-11-2012. Galardonada con un Choc por la revista Classica, noviembre 2013.